# Кортни, Уильям, де-юре 3-й граф Девон
Сэр Уильям Куртене (Кортни) (англ. Sir William Courtenay; июнь 1553 — 24 июня 1630) — видный представитель девонширского дворянства, шериф Девона (1579—1580), член Палаты общин Англии от Девона (1584, 1589 и 1601).

## Происхождение
Родился в июне 1553 года. Единственный сын сэра Уильяма Кортни (ок. 1529—1557) и Элизабет Паулет, дочери Джона Паулета, 2-го маркиза Уинчестера.
После смерти отца его мать впоследствии вышла замуж за сэра Генри Утреда, сына сэра Энтони Утреда и его второй жены Элизабет Сеймур, сестры Джейн, третьей супруги короля Англии Генриха VIII Тюдора.

## Карьера
В 1557 году в возрасте 4 лет он унаследовал поместья своего отца. Он получил юридическое образование в Миддл-Темпле. Он был посвящен в рыцари 25 марта 1576 года, в 1577 году был назначен одним из двух полковников Восточного отделения обученных отрядов Девона.
Он служил шерифом Девона в 1579—1580 годах, а также участвовал в колонизации провинции Манстер в Ирландии в 1580-х годах, получив поместье Десмонд-холл и замок в Ньюкасл-Уэст.
Сэр Уильям Кортни избирался членом парламента Девона в 1584, 1589 и 1601 годах.
В 1831 году он был признан ретроспективным решением Палаты лордов как де -юре 3-й граф Девон.

## Браки и дети
Уильям Кортни был трижды женат. В первый раз он женился около 18 января 1573 года на Элизабет Мэннерс, дочери Генри Мэннерса, 2-го графа Ратленда, и леди Маргарет Невилл. Дети от первого брака:
- Сэр Уильям Кортни (? — 1603), старший сын и наследник, посвящен в рыцари в 1599 году, умер без потомства и раньше своего отца[2].
- Фрэнсис Кортни (1576 — 3 июня 1638), из Паудерема, член парламента, второй сын и преемник отца. В 1831 году он был признан ретроспективно как де-юре 4-й граф Девон.
- Томас Кортни
- Сэр Джордж Отред Кортни[9] (ок. 1585—1644), 1-й баронет Ньюкасла, Лимерик, женился в 1616 году на Кэтрин, дочери Фрэнсиса Беркли из Аскитона, Лимерик, и имел от неё трех сыновей:
- Джон Кортни
- Александр Кортни
- Эдвард Кортни
- Маргарет Кортни, она вышла замуж в первый раз за сэра Уорика Хеле (1568—1626) из Уэмбери в Девоне, во второй раз за сэра Джона Чадли (род. 1584), посвященного в рыцари королем Карлом I 22 сентября 1625 года, третьего сына Джона Чадли (1565—1589) из Эштона, Девон, и младшего брата сэра Джорджа Чадли, 1-го баронета (ум. 1656)[10].
- Бриджит Кортни
- Элизабет Кортни, 3-я дочь, которая вышла замуж за сэра Уильяма Рэя, 1-го баронета[7] из Таустока в Девоне.

Вторично он женился на Элизабет (? — 1598), дочери сэра Джорджа Сиденема из Комб Сиденема в Сомерсете и вдове сэра Фрэнсиса Дрейка (? — 1596). В третий раз он женился на Джейн Хилл, дочери Роберта Хилла из Тонтона, Сомерсет. Два последних брака были бездетными.

## Смерть
Уильям Кортни скончался в Лондоне 24 июня 1630 года и был похоронен в церкви Паудерема в Девоне. Ему наследовал его сын Фрэнсис.